# Видавничий дім «Академперіодика»
Видавничий дім «Академперіодика» – видавництво Національної академії наук України і базова організація Науково-видавничої ради НАН України. Випускає наукові журнали, збірники, фундаментальні монографії, посібники для вищих навчальних закладів, словники, науково-популярну літературу. Головна місія видавництва – інформувавати українську та зарубіжну громадськість про здобутки вітчизняної науки.

## Історія
У першій половині 1990-х років через недофінансування в Академії наук істотно ускладнилося видання наукових праць. Щоб виправити ситуацію, Науково-видавнича рада розробила концепцію збереження та підтримки наукової літератури, передусім періодики. За ініціативою ради Президія НАН України 21 квітня 1995 р. ухвалила рішення про створення Спеціалізованої друкарні наукових журналів.
Завдяки гранту Міжнародного наукового фонду (Фонду Сороса) було придбане перше поліграфічне обладнання. Пощастило викупити за безцінь, реставрувати й запустити деяку спрацьовану техніку. Важкий етап налагоджування виробництва успішно завершився завдяки ентузіазму й наполегливій праці першого директора друкарні Л. Ф. Куртенка.
З кінця 1990-х років став активно розвиватися напрям додрукарської підготовки. Був створений редакційно-видавничий підрозділ, до якого увійшли редакції журналів «Вісник НАН України» та «Доповіді НАН України». Редакційний, видавничий і поліграфічний етапи їхнього видання було об'єднано. За кілька років друкарня здійснювала редакційну підготовку й випуск уже 14 періодичних видань НАН України.
Поява сучасної поліграфічної та комп'ютерної техніки дозволила значно розширити видавничу діяльність. З огляду на це 13 жовтня 2000 р. Президія НАН України ухвалила постанову «Про реорганізацію Спеціалізованої друкарні наукових журналів при Президії НАН України». З 2001 р. Спеціалізована друкарня функціонує як Видавничий дім «Академперіодика». Була вдосконалена структура установи, збільшено штат, розширено виробничі потужності. Відтоді до завдань видавництва входить не тільки видання, друк та розповсюдження наукових журналів, а й надання редакціям академічних періодичних видань поліграфічних послуг, методичної та консультативної допомоги з усіх видавничих питань. Для цього організовано спеціальну групу науково-методичного забезпечення видавничої діяльності НАН України.
Станом на 2014 р. «Академперіодика» разом з науковими установами випускає комплекти 43 наукових періодичних видань У видавництві опанували повноколірний друк, випуск книг у твердих і м'яких палітурках. За час існування «Академперіодика» випустила понад 1000 книжкових видань українською, російською та англійською мовами.
Видавничий дім «Наукова думка» (1922—2024) розміщувалася в будівлі Інституту математики НАНУ на вулиці Терещенківській 3 у Києві до грудня 2024 року, коли була ліквідована як юридична особа, а її діяльність перенесено до видавництва Видавничий дім «Академперіодика» через дорогу за адресою Терещенківська 4.

## Напрями діяльності

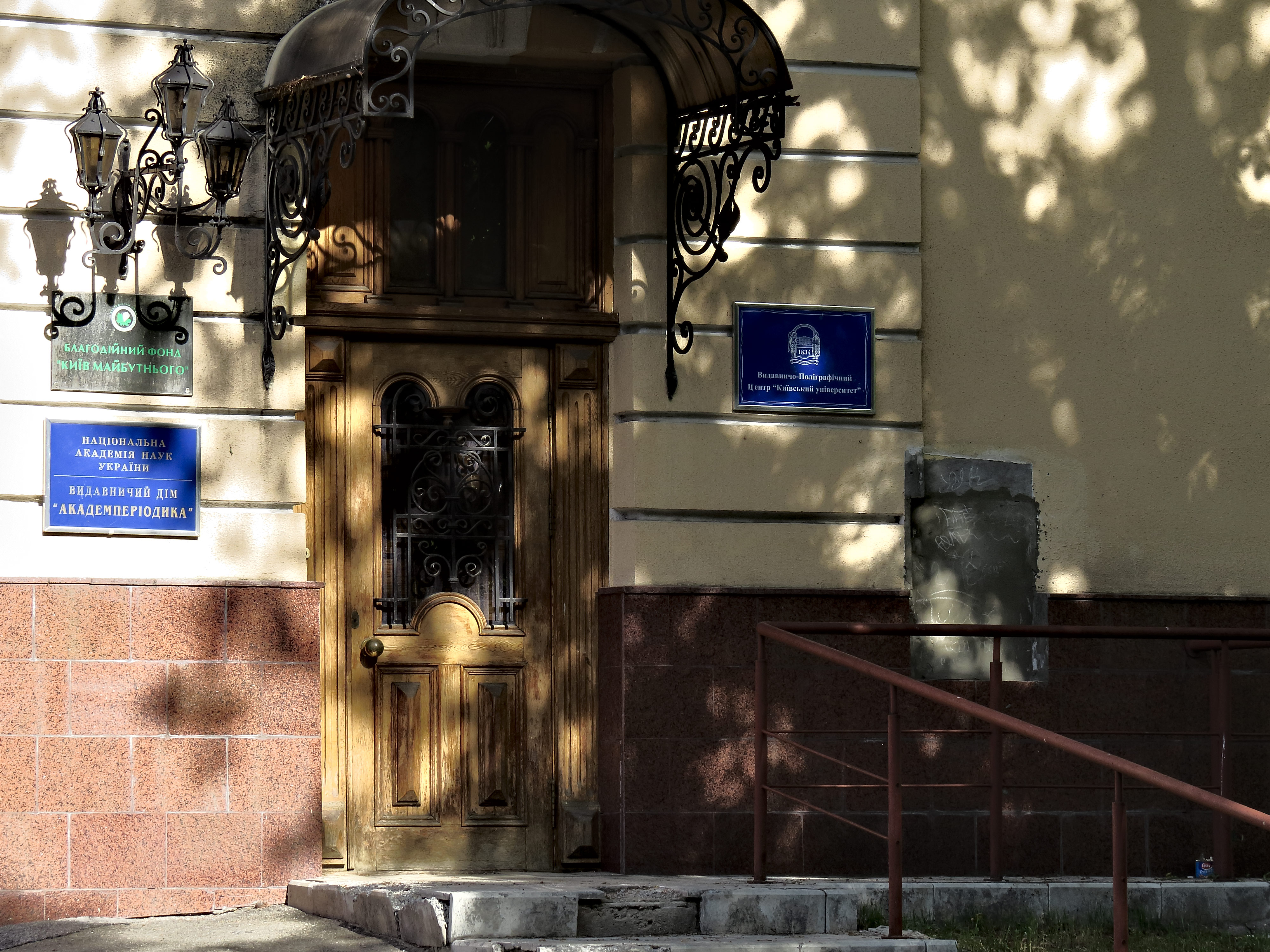
Видавничий дім «Академперіодика», Терещенківська 4, Київ.

- підготовка й випуск загальноакадемічних журналів («Вісник НАН України», «Доповіді НАН України», «Наука та інновації», «Космічна наука та технології»), збірника «Наука України у світовому інформаційному просторі»;
- виконання програми підтримки журналів НАН України (охоплює третину журналів, до складу засновників яких входить НАН України);
- випуск наукових монографій, науково-популярних книжок і навчальних посібників;
- виконання академічних видавничих проєктів («Українська наукова книга іноземною мовою», «Наука для всіх»);
- видання загальноакадемічної серії «Біобібліографія вчених України»;
- видання каталогів книжкових і періодичних видань;
- консультативно-методична робота з питань видавничої діяльності наукових установ, моніторинг періодичних і книжкових видань Академії, підготовка рекомендації щодо удосконалення системи академічного книговидання;
- вивчення історії видавничої справи в Академії наук;
- прикладні дослідження з упровадження новітніх технологій на різних етапах видавничо-поліграфічного процесу (з 2009 р. проводяться щорічні науково-практичні конференції «Наукова періодика: традиції та інновації»).

## Видання журналів
- «Альгологія»
- «Археологія»
- «Вестник зоологии»
- «Вісник Національної академії наук України»
- «Геология и полезные ископаемые мирового океана»,
- «Гидробиологический журнал»
- «Демографія та соціальна економіка»
- «Доповіді Національної академії наук України»
- «Інтородукція рослин»
- «Кибернетика и вычислительная техника»
- «Кинематика и физика небесных тел»
- «Космічна наука і технологія»
- «Металлофизика и новейшие технологии»
- «Мінералогічний журнал»
- «Мовознавство»
- «Народознавчі зошити»
- «Наука та інновації»
- «Наука України у світовому інформаційному просторі»
- «Нейрофизиология»
- «Новые информационные технологии в образовании для всех»
- «Порошковая металлургия»
- «Прикладная механика»
- «Проблеми програмування»
- «Проблемы криобиологии и криомедицины»
- «Проблемы прочности»
- «Промышленная теплотехника»
- «Процессы литья»
- «Радиофизика и радиоастрономия»
- «Світогляд»
- «Украинский химический журнал»
- «Українська мова»
- «Український географічний журнал»
- «Український фізичний журнал»
- «Управляющие системы и машины»
- «Фізіологічний журнал»
- «Філософська думка»
- «Химия и технология воды»
- «Хімія, фізика та технологія поверхні»
- «Цитология и генетика»
- «Электронное моделирование»
- «New information technologies in education for all»
- «Science and innovation»
- «Semiconductor Physics Quantum Electronics & Optoelectronics»
- «Ukrainian journal of physics»

## Книжкові видання
Основні галузі, з яких видавництво випускає наукові монографії: математика, інформатика, механіка, фізика, матеріалознавство, металофізика, теплофізика, астрономія, космічна наука, хімія, ботаніка, гідробіологія, геологія, географія, історія, археологія, мовознавство, літературознавство.
Серед авторів, чиї книги виходили у видавництві, – відомі вчені: академіки НАН України П. І. Андон, С. Я. Брауде, Я. М. Григоренко, Д. М. Гродзинський, А. А. Долінський, Ю. П. Зайцев, І. М. Карп, Ю. П. Корчевий, А. Г. Наумовець, В. В. Панасюк, В. Д. Походенко, І. В. Сергієнко, К. М. Ситник, В. В. Скороход, В. Т. Трощенко, Ю. Р. Шеляг-Сосонко, Є. Ф. Шнюков, Я. С. Яцків, члени-кореспонденти НАН України: А. В. Анісімов, В. А. Кунах, Ф. Ф. Сизов, Ю. Ф. Снєжкін, Т. М. Черевченко та інші.
Перевидано класичну спадщину – наукові твори М. П. Василенка (2006), О. С. Давидова (2012), М. О. Кривоглаза (2004), Г. В. Курдюмова (2002), В. В. Немошкаленка (2003), В. І. Трефілова (2005), І. М. Францевича (2005).
Вийшли друком монографії та збірники, присвячені видатним ученим: А. П. Александрову (2013), М. М. Амосову (2013), М. М. Боголюбову (2009), В. М. Глушкову (2013), В. М. Гриднєву (2003), М. В. Келдишу (2011), М. М. Паламарчуку (2006), Б. Є. Патону (2012), Г. С. Писаренку (2005), А. Ф. Приходько (2006), Я. В. Роллу (2009).

## Відзнаки та нагороди
2009
- Премії на XIII Всеукраїнському конкурсі «Мистецтво книги України» (книги М. Шамрай «Альдини в бібліотеках України», О. К. Супронюк «Н. В. Гоголь и его окружение в Нежинской гимназии», «Литературная среда раннего Гоголя», А. С. Литвинко «Микола Боголюбов та статистична фізика в Україні»).
- Диплом Всеукраїнського конкурсу «Мистецтво книги України» (книга О. І. Мартиненко «Методи молекулярної біотехнології: лабораторний практикум»).

2010
- Лауреат Міжнародного конкурсу Міжнародної асоціації академій наук (МААН) на найкращий видавничий проєкт «Наукова книга» (книги О. К. Супронюк «Н. В. Гоголь и его окружение в Нежинской гимназии» і «Литературная среда раннего Гоголя»).
- Дипломи Першого всеукраїнського конкурсу видань для вищих навчальних закладів «Університетська книга – 2010» (книга О. І. Мартиненко «Методи молекулярної біотехнології»).
- Найкраща книга року за версією Американської астрономічної асоціації (колективна монографія «Polarimetric Remote Sensing of Solar System Objects»).

2011
- Лауреат Міжнародного конкурсу МААН на найкращий видавничий проєкт «Наукова книга» (видання «М. В. Келдиш та українська наука» і Д. М. Дригант «Девонські конодонти південно-західної окраїни Східноєвропейської платформи»).

2012
- Гран-прі Міжнародного конкурсу МААН на найкращий видавничий проєкт «Наукова книга» (видання «Б. Є. Патон: 50 років на чолі Академії»), диплом лауреата в номінації «Природничі науки» (книга О. О. Протасова «Жизнь в гидросфере»).

2013
- Диплом переможця в номінації «Природничі науки» Міжнародного конкурсу МААН на найкращий видавничий проєкт «Наукова книга» (підручник О. С. Давидова «Квантова механіка»).
- Дипломом лауреата цього ж конкурсу в номінації «Суспільні науки» (монографія В. Д. Литвинова «Ukraine: Seeking Its Identity. The 16th – Early 17th Centuries»).
- Диплом лауреата цього ж конкурсу в номінації «Наука про книгу» (монографія О. Г. Вакаренко, А. І. Радченко «Науково-видавнича діяльність Національної академії наук України: 2002–2011 рр.»).
- Дипломом II ступеня Всеукраїнського конкурсу «Найкраща книга України» в номінації «Життя славетних» (книга «В. М. Глушков. Минуле, що лине у майбутнє»).

2015
- Диплом переможця в номінації «Природничі науки» Міжнародного конкурсу МААН на найкращий видавничий проєкт «Наукова книга» (колективна монографія «Наноразмерные системы и наноматериалы: Исследования  в  Украине»).
- Диплом переможця цього ж конкурсу в номінації «Співдружність» (видання «Международной ассоциации академий наук 20 лет»).
- Диплом лауреата цього ж конкурсу в номінації «Гран-Прі» (книжка Д. Д. Фоменко, І. І. Цинковської, Г. М. Юхимця «Мідні гравірувальні дошки українських друкарень XVII—XIX ст. у фондах Національної бібліотеки  України імені В. І. Вернадського»).

2016
- Диплом переможця Конкурсу на краще книжкове видання НАН України в номінації «Монографічні видання. Фізико-математичний та технічний напрям» (колективна монографія «Темна енергія і темна матерія у Всесвіті = Dark energy and dark matter in the Universe». У 3 т.).
- Диплом переможця цього ж конкурсу в номінації «Монографічні видання. Хіміко-біологічний напрям» (колективна монографія «Нанофотокатализ»).
- Диплом переможця цього ж конкурсу в номінації «Монографічні видання. Суспільно-гуманітарний напрям» (монографія Г. І. Ковальчук «Український науковий інститут книгознавства (1922–1936)»).
- Диплом переможця цього ж конкурсу в номінації «Довідкові видання. Фізико-математичний та технічний напрям» (колективна монографія «Інститут електрозварювання імені Є. О. Патона: 80 років»).
- Диплом переможця цього ж конкурсу в номінації «Довідкові видання. Суспільно-гуманітарний напрям» (книжка Д. Д. Фоменко, І. І. Цинковської, Г. М. Юхимця «Мідні гравірувальні дошки українських друкарень XVII—XIX ст. у фондах Національної бібліотеки України імені В. І. Вернадського»).
- Диплом переможця цього ж конкурсу в номінації «Науково-популярні видання. Фізико-математичний та технічний напрям» (книжка С. Є. Кондратюка і О. Л. Геллера «Дивосвіт металів»).
- Нагороду Міжнародної академії астронавтики в категорії «Найкраща книга в галузі фундаментальних наук» отримало тритомне видання «Dark energy and dark matter in the Universe».

2017 
- Диплом переможця Конкурсу на краще книжкове видання НАН України в номінації «Довідкові видання. Фізико-математичний та технічний напрям» (монографія «Інститут теоретичної фізики ім. М. М. Боголюбова НАН України. 1996—2016»).
- Диплом переможця цього ж конкурсу в номінації «Довідкові видання. Хіміко-біологічний напрям» (книжка «Дарина Микитівна Доброчаєва. До 100-річчя від дня народження»).
- Диплом переможця цього ж конкурсу в номінації «Навчальні видання. Фізико-математичний та технічний напрям» (навчальний посібник В. Л. Богданова, Я. О. Жука, О. С. Богданової «Основи експериментальних методів механіки деформівного твердого тіла»).